# Passerina (Rebsorte)
Passerina ist eine autochthone Weißweinsorte Mittelitaliens. Man findet Anbauflächen in den Regionen Abruzzen, Marken, Umbrien und Latium. Empfohlen ist ihr Anbau in den Provinzen Ancona, Ascoli Piceno, Frosinone, Macerata. Zugelassen ist sie in der Provinz Teramo. Im Jahr 1999 wurde eine bestockte Rebfläche von 1.160 Hektar erhoben. Sie wird häufig als Tafeltraube verwendet.
Die Sorte verfügt bei einer zeitigen Lese über ein kräftiges Säuregerüst und ist daher zur Herstellung von Spumante beliebt. Ihr Weißwein findet Eingang in die DOC Weine Controguerra und Falerio dei Colli Ascolani sowie den DOCG-Wein Offida. Passerina ist eine Varietät der Edlen Weinrebe (Vitis vinifera). Sie besitzt zwittrige Blüten und ist somit selbstfruchtend. Beim Weinbau wird der ökonomische Nachteil vermieden, keinen Ertrag liefernde, männliche Pflanzen anbauen zu müssen.
Siehe auch den Artikel Weinbau in Italien sowie die Liste von Rebsorten.

## Synonyme
Die Rebsorte Passerina wird auch Cacciadebiti, Caccione, Camplese, Pagadebito, Scacciadebito, Trebbiano di Teramo, Uva d’Oro und Uva Fermana genannt.